# ألفارو فيدالغو
ألفارو فيدالغو (بالإسبانية: Álvaro Fidalgo) هو لاعب كرة قدم إسباني، ولد في 9 أبريل 1997 في سييرو في إسبانيا.

## وصلات خارجية
- ألفارو فيدالغو على موقع قاعدة بيانات كرة القدم.إي يو (الإنجليزية)
- ألفارو فيدالغو على موقع Soccerway.com (الإنجليزية)